# Roseto degli Abruzzi (stacja kolejowa)
Roseto degli Abruzzi (wł. Stazione di Roseto degli Abruzzi) – stacja kolejowa w Roseto degli Abruzzi, w prowincji Teramo, w regionie Abruzja, we Włoszech. Znajduje się na linii Adriatica (Ankona – Lecce). 
Według klasyfikacji RFI ma kategorię srebrną.

## Linie kolejowe
- Linia Ankona – Bari